# Ervin Drake
Ervin Ervin (Manhattan, 3 aprile 1919 – New York, 15 gennaio 2015) è stato un paroliere statunitense.

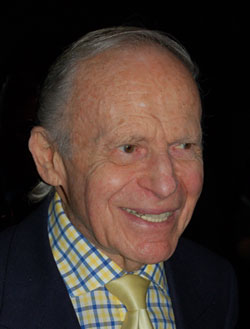
Ervin Drake (2006).

Ha scritto numerosi testi per canzoni e nel 1983, per la sua produzione come autore, è stato iscritto al Songwriters Hall of Fame.

## Brani musicali
- "Now I Have Everything"
- "A Room without Windows"
- "Bachelor Girl"
- "I Believe"
- "Good Morning Heartache"
- "It Was a Very Good Year"
- "The Rickety Rickshaw Man"
- "I Wuv A Rabbit"
- "Who Are These Strangers"
- "I'm A Card Carrying Bleeding Heart Liberal"
- "One God"
- "Lying Beneath A Scrubby Palmetto"
- "I've Never Had The Pleasure"

Tradotte in inglese da altre lingue 
- "Al di là"
- "Perdido"
- "Tico-Tico"
- "Quando quando quando"